# Osiedle Anny Jagiellonki (Police)
Osiedle Anny Jagiellonki – osiedle Polic położone w południowo-zachodniej części miasta między Osiedlem Gryfitów i Osiedlem Księcia Bogusława X oraz Puszczą Wkrzańską. Jest częścią polickiego wielkiego zespołu mieszkaniowego. Nazwa upamiętnia Annę Jagiellonkę, żonę księcia Bogusława X.

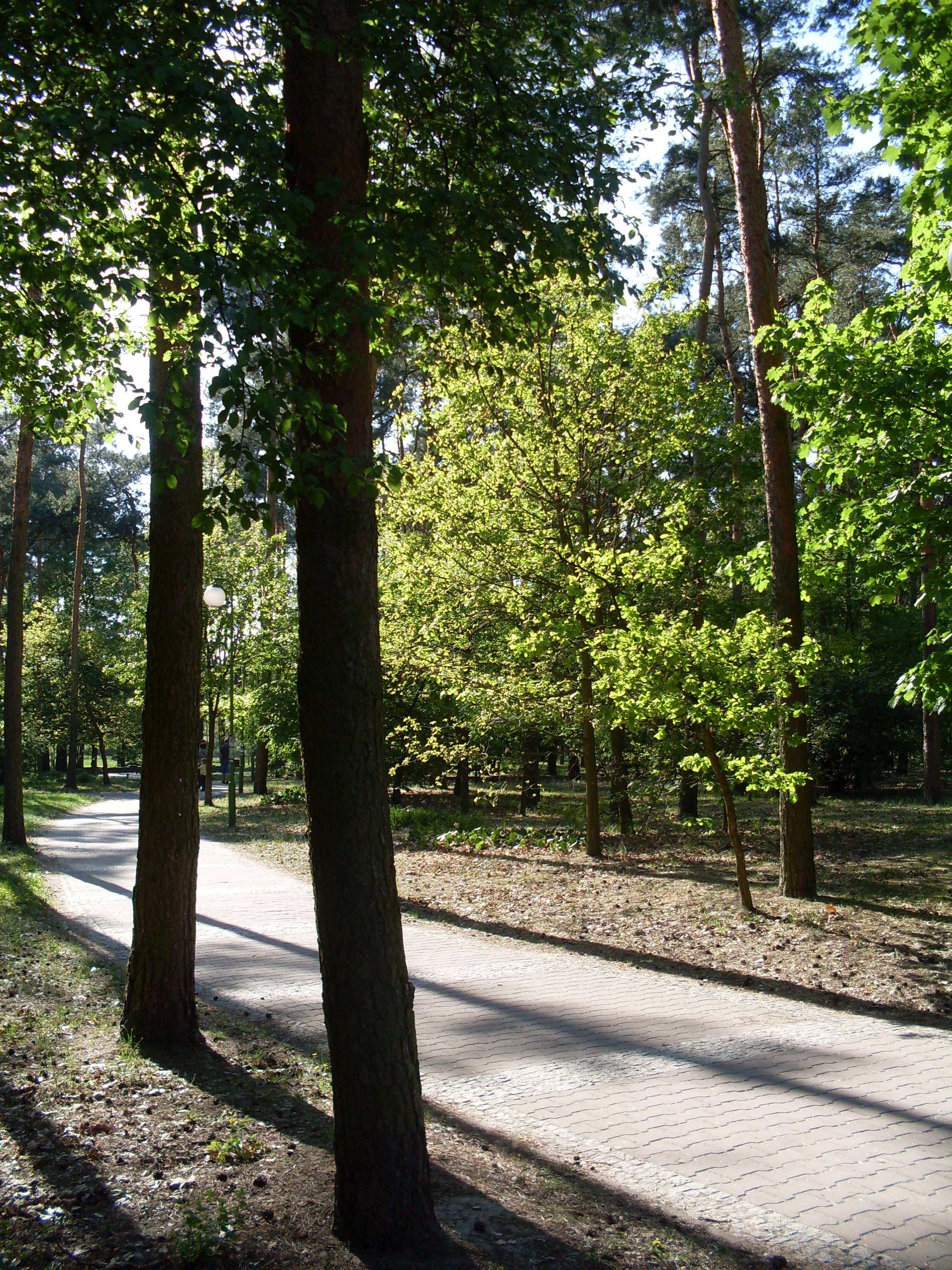
Park Solidarności

W północno-wschodniej części osiedla znajdują się Kościół św. Kazimierza Królewicza i Park Solidarności a wokół osiedla, w Puszczy Wkrzańskiej, przebiega Zielona Ścieżka Zdrowia (Ekologiczna Ścieżka Rekreacyjno – Dydaktyczna w Policach).

## Główne ulice
- Wyszyńskiego
- Piłsudskiego
- Roweckiego
- Okulickiego

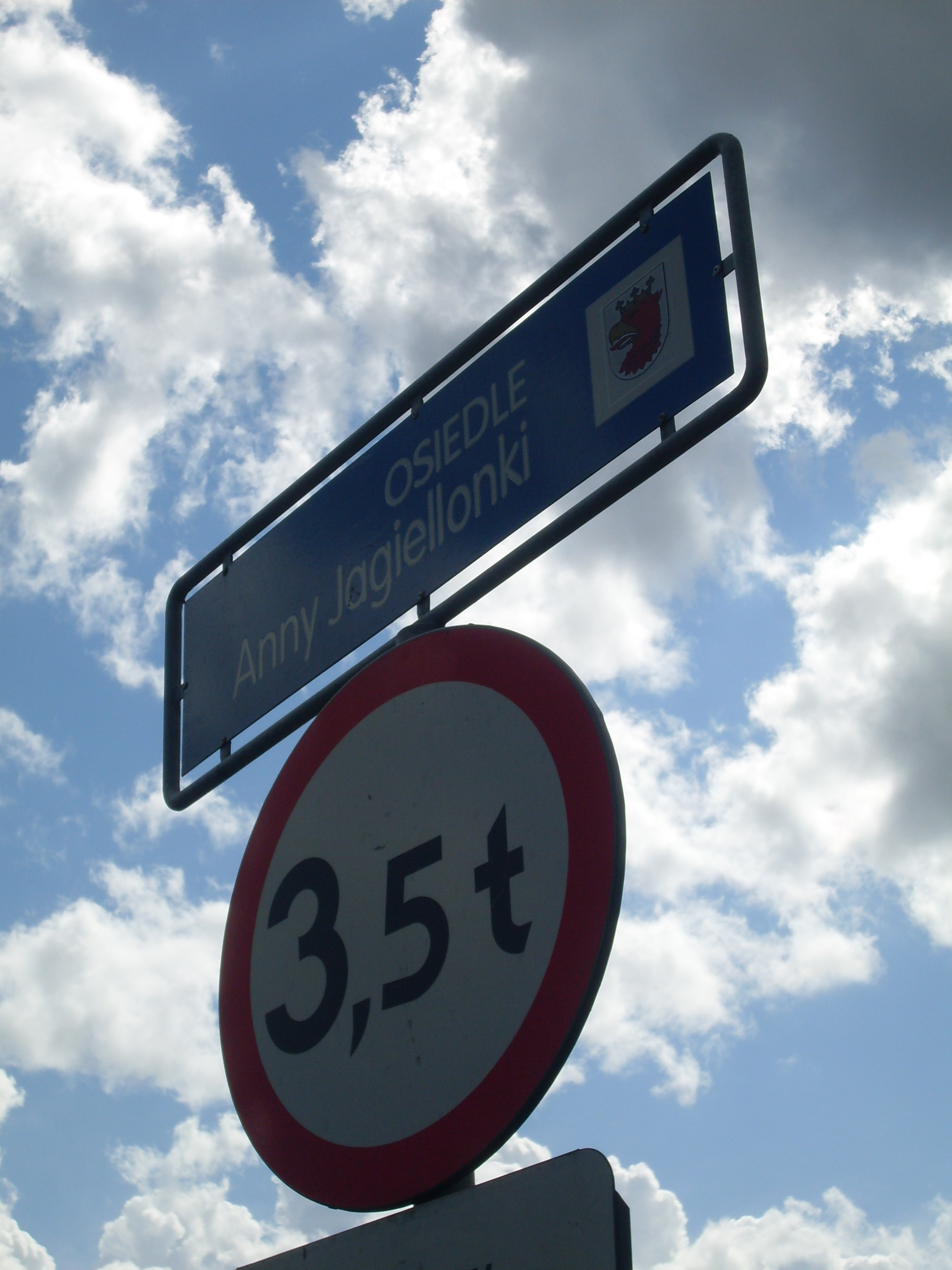
Osiedle Anny Jagiellonki
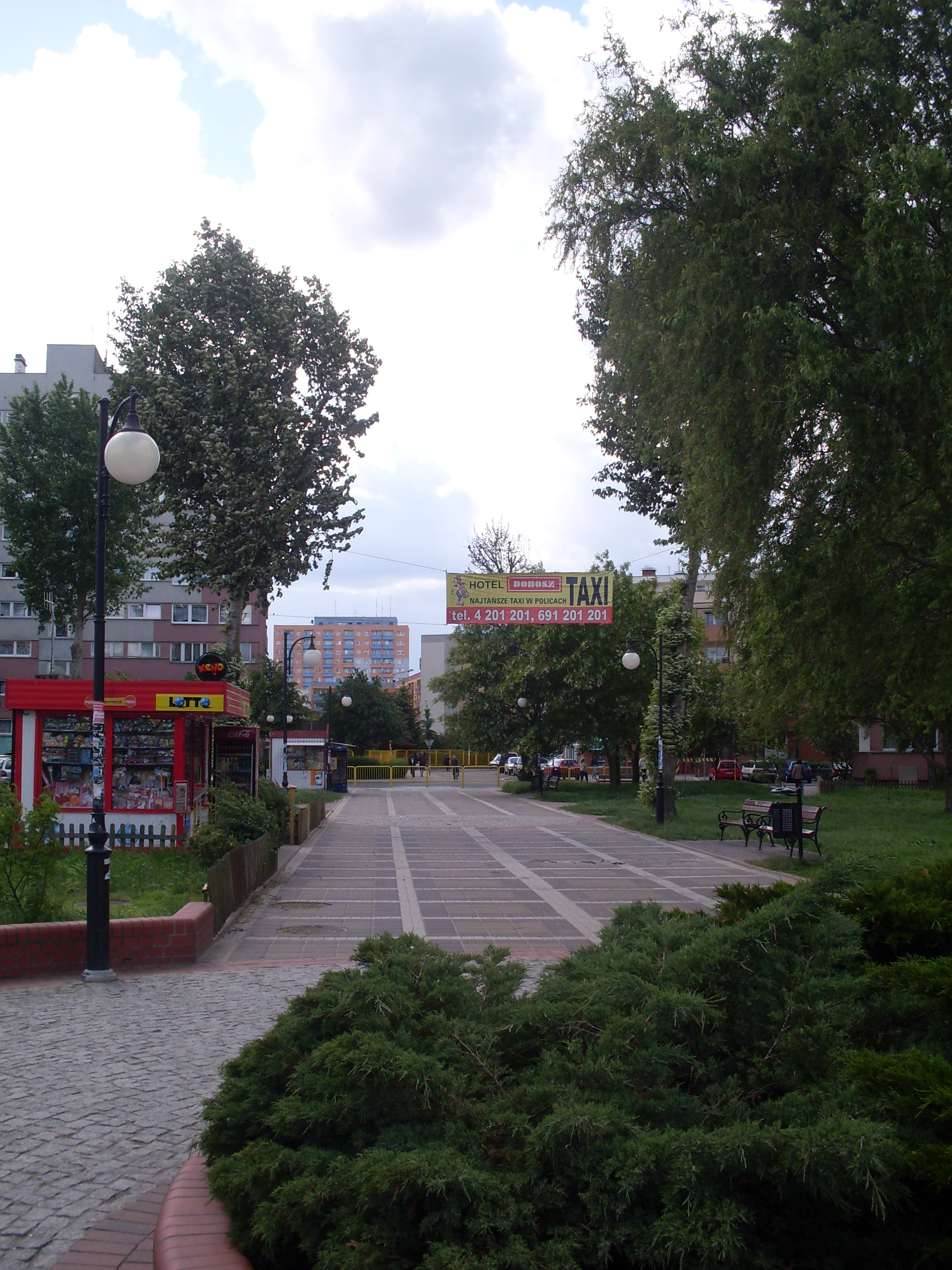
Deptak przy ul. Wyszyńskiego
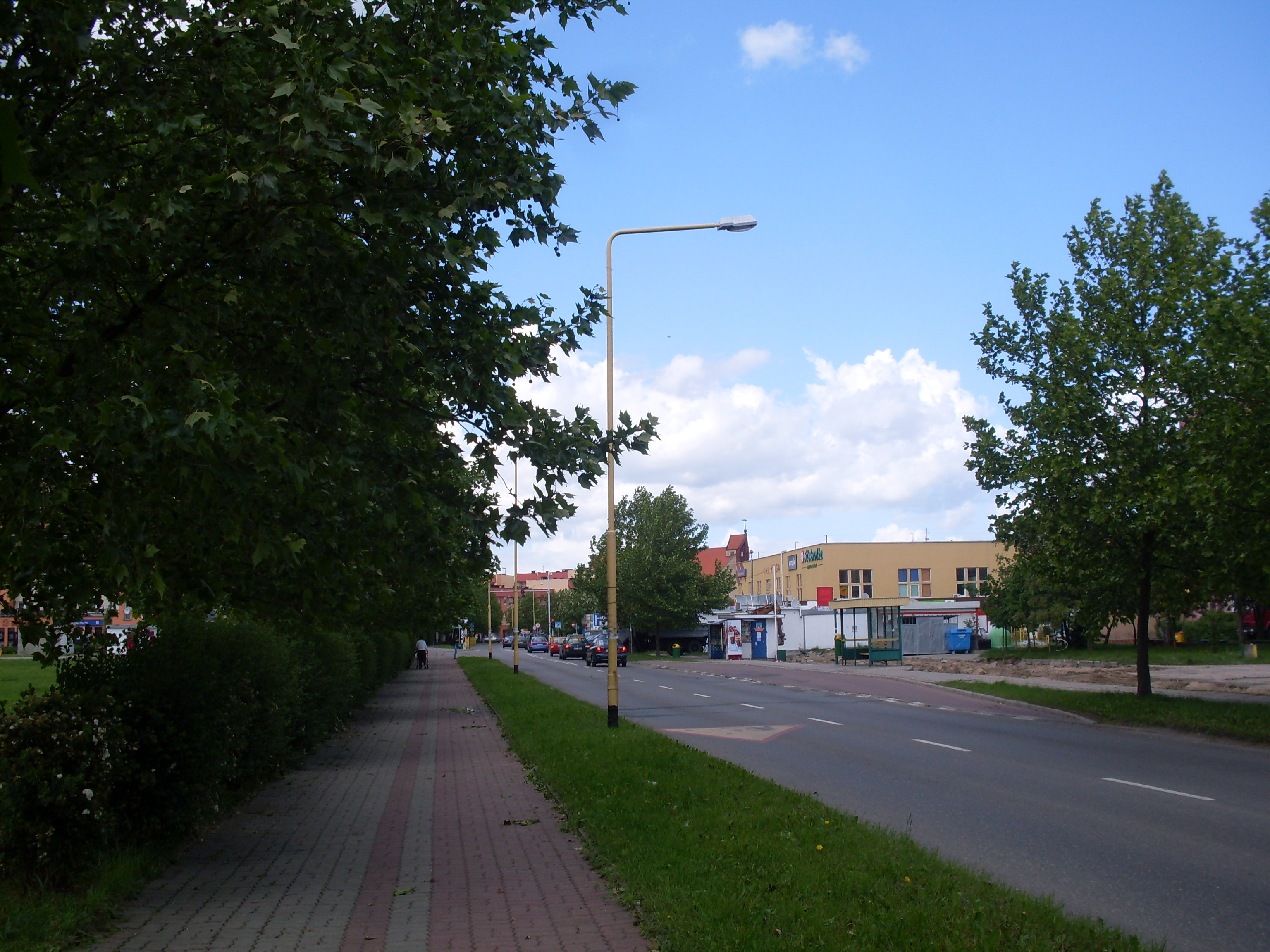
Ul. Wyszyńskiego wyznaczająca wschodnią granicę osiedla
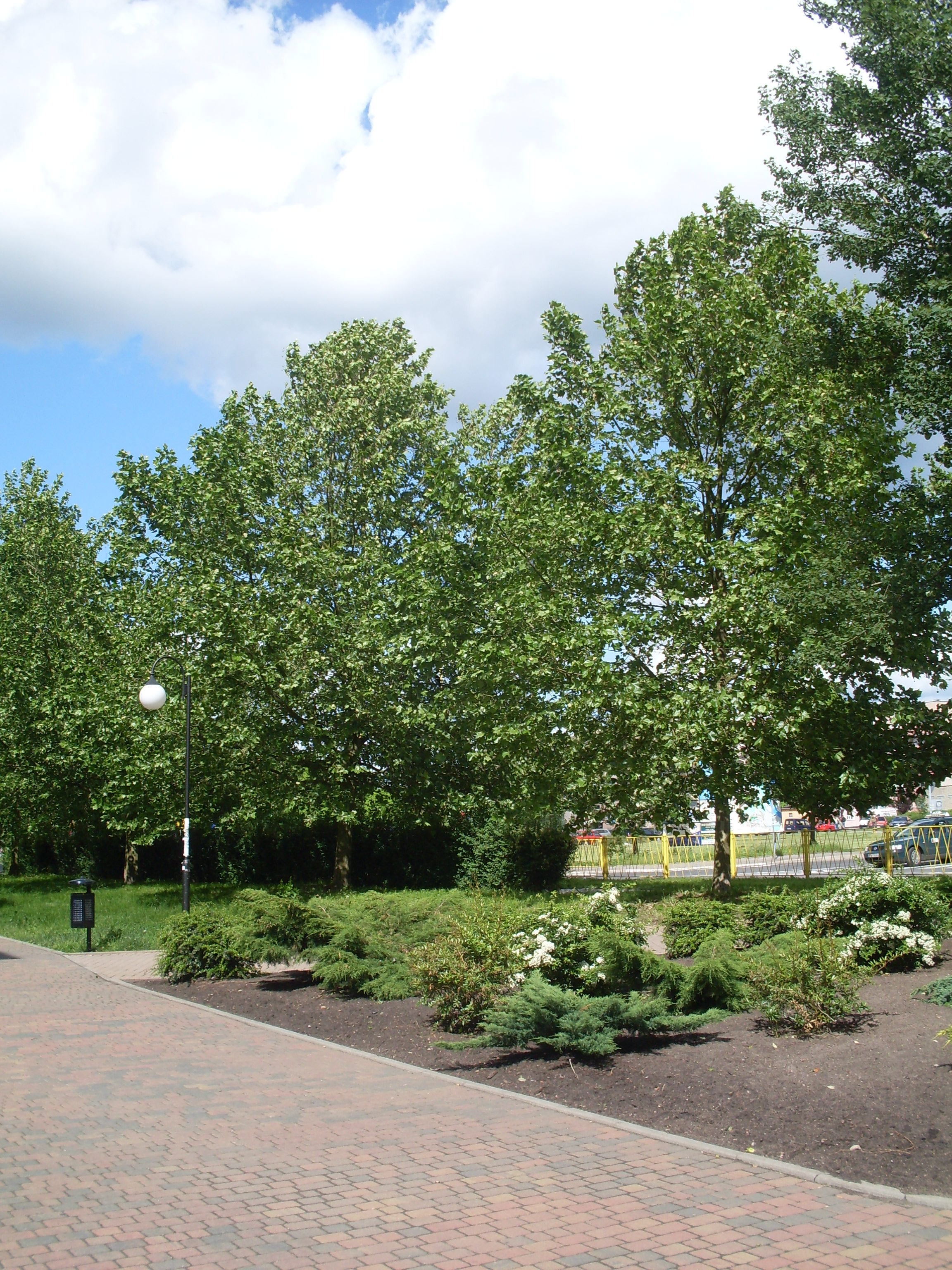
Trawnik przy ul. Wyszyńskiego